# 鲁日奇卡大环合成
鲁日奇卡大环合成或鲁日奇卡反应、鲁日奇卡环化反应，是二羧酸在高温和适当的催化剂如二氧化钍下转化成环酮的有机反应。该反应以拉沃斯拉夫·鲁日奇卡命名，他在1926年发现了这个反应。
该反应被用于环十五烷酮——一个麝香酮的合成。